# Trung Hưng, Nam Đầu

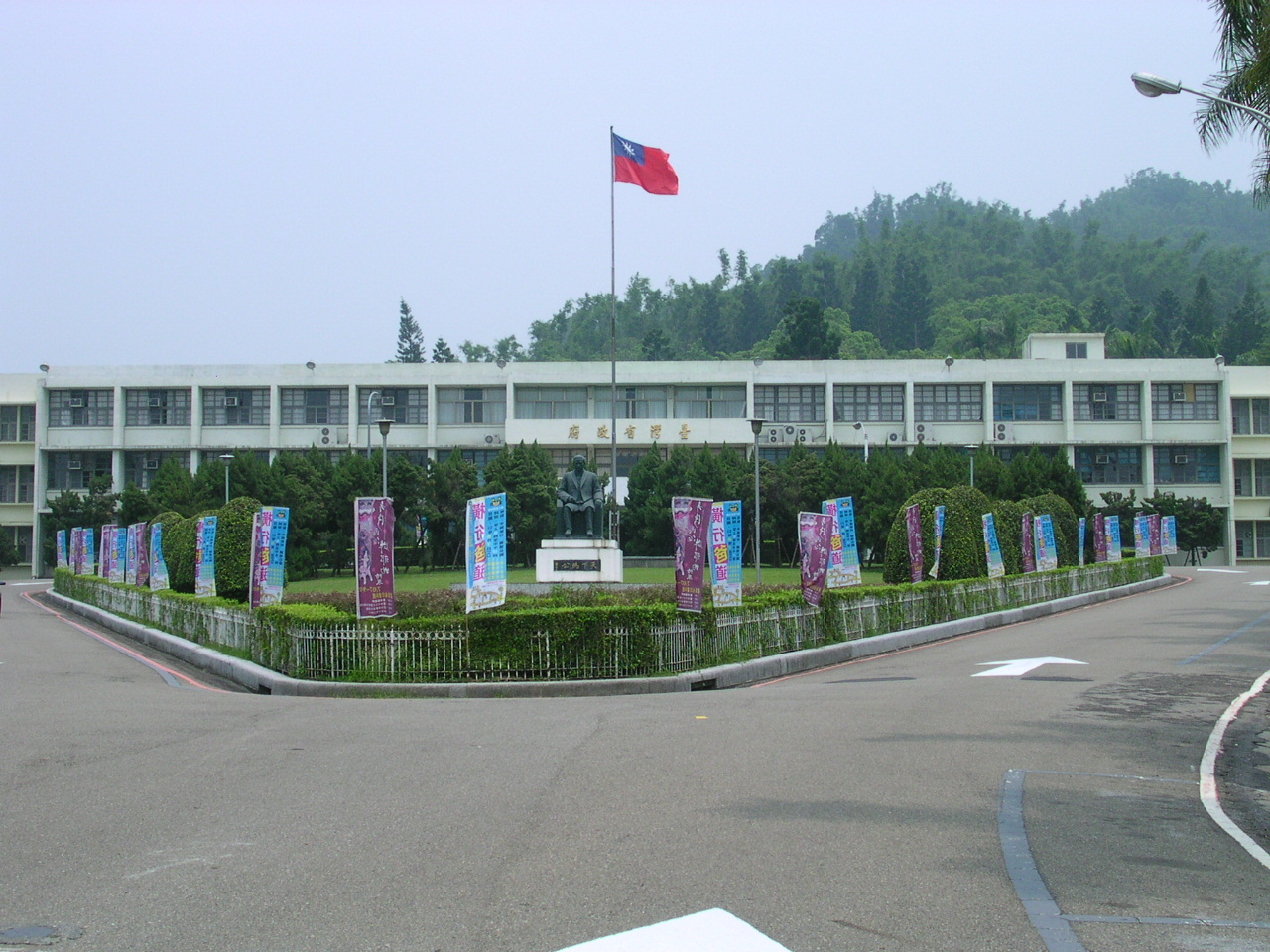
Tòa nhà Chính quyền tỉnh Đài Loan tại thôn Trung Hưng

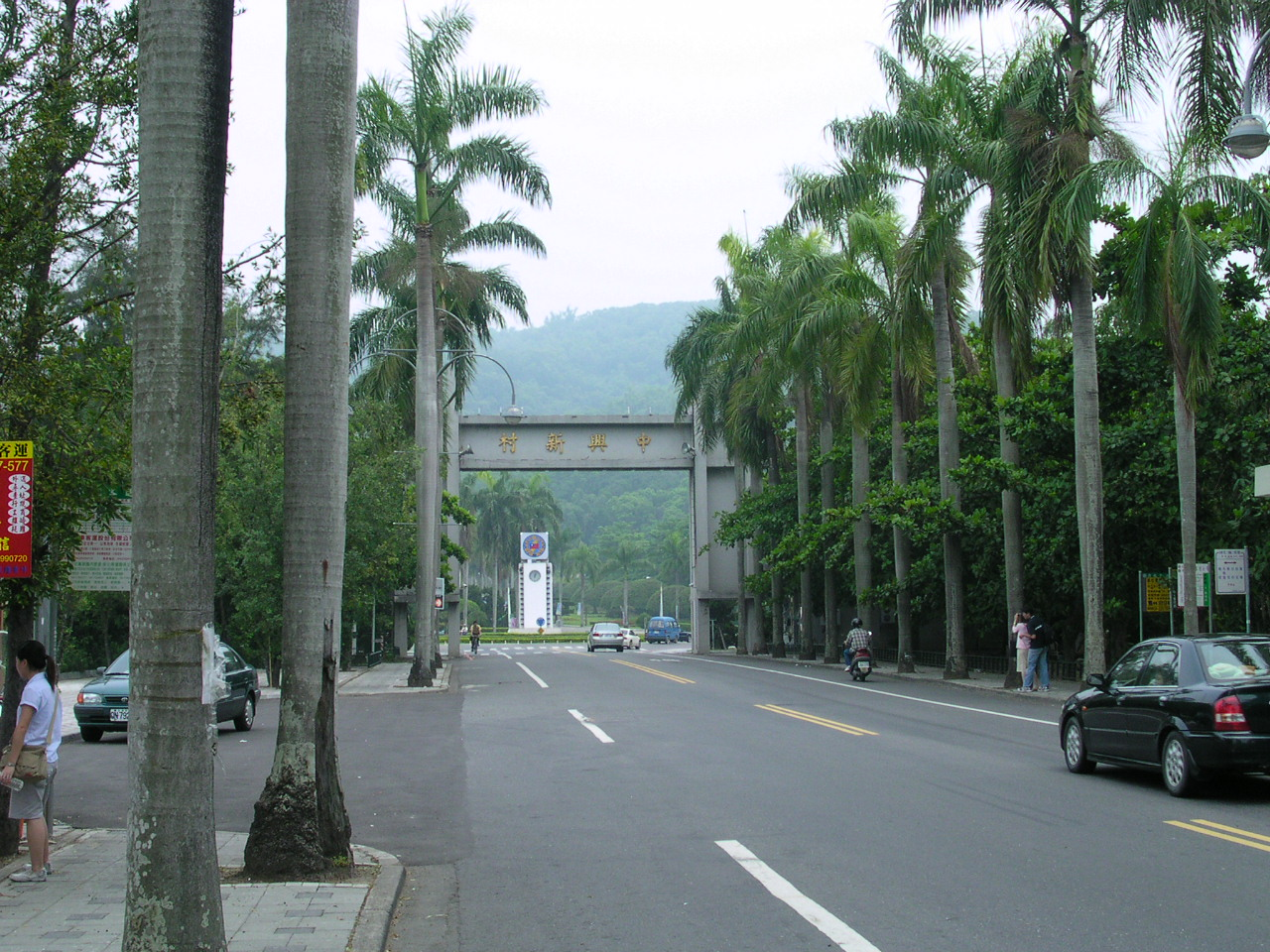
Lối vào làng

Trung Hưng (Phồn thể: 中興新村, Hán Việt: Trung Hưng tân thôn) nằm tại Thành phố Nam Đầu, Huyện Nam Đầu, Tỉnh Đài Loan, Trung Hoa Dân Quốc và là tỉnh lỵ của tỉnh Đài Loan.. Đây là một đô thị mới với dân số khoảng 25.549 người vào tháng 2 năm 2010.  Đô thị có tất cả các tòa nhà của chính quyền tỉnh và các kế hoạch phát triển đô thị được nghiên cứu một cách cẩn thận và chặt chẽ.

## Tổng quan
Đài Bắc là thủ đô trên thực tế của Trung Hoa Dân Quốcvà từng là thủ phủ của tỉnh Đài Loan cho đến năm 1956.  Thôn đã được giải phóng mặt bằng vào ngày 4 tháng 2 năm 1955, và nhiều ban ngành của chính quyền tỉnh đã di chuyển về đây từ ngày 5 tháng 7 năm 1956. Chính quyền tỉnh Đài Loan đã tổ chức cuộc họp đầu tiên ở Trung Hưng vào ngày 27 tháng 11 năm 1957.
Cộng hòa Nhân dân Trung Hoa không công nhận tính hợp pháp của việc di chuyển thủ phủ tỉnh Đài Loan từ Đài Bắc đến Trung Hưng và vẫn thể hiện Đài Bắc là thủ phủ trên các bản đồ chính thức của mình.